# Собор Александра Невского (Мелекесс)
Собор во имя святого Благоверного князя Александра Невского (Александро-Невский собор, «Красная церковь») — утраченный православный храм в г. Мелекесс (с 1972 года — Димитровград). Построен в 1890 — 1893 годах в русском стиле. Разрушен коммунистами в 1955 году.

## История
После убийства Александра II, 2 апреля 1881 года была создана особая комиссия из 12 членов, которая внесла в Мелекесскую посадскую Думу доклад, признав, что наиболее достойным памятником императору является храм «во имя Ангела Его Святого Благоверного Великого Князя Александра Невского». В этом же году началось строительство часовни, которое закончилось в 1882 году. 
В 1889 году в посаде Мелекесс произошёл большой пожар в котором сгорела деревянная церковь, близлежащие торговые ряды и множество домов. На месте сгоревшей церкви решили построить храм во имя Александра Невского, что и сделали на средства прихожан, по проекту архитектора Тадеуша Севериновича Хилинского, перенеся место на соседнюю улицу Большую (ныне ул. III-го Интернационала, 93). В июле 1890 года при тысячной толпы православных совершили закладку храма во имя Александра Невского.
Трёхпрестольный храм: главный — во имя Александра Невского, престол освящён в 1893 году; Николая Чудотворца, престол освящён в 1900 году и Покрова Пресвятой Богородицы, престол освящён в 1906 году. Здание каменное, а колокольня деревянная, построена в 1893 году .
В 1907 году к храму пристроили 51-метровую трёхъярусную каменную колокольню с восьмигранным шатровым завершением. Место позади храма было отдано под храмовые нужды, там же был разбит церковный сад, где появились захоронения.
В 1939 году богослужение в храме было запрещено, здание использовали под клуб, под склады, а на колокольне пожарные устроили обзорную площадку для наблюдения за городом. В бывшем церковном саду устроили детский парк, ныне Марков сад.
В 1954 году из-за якобы «ветхости и аварийного состояния» храм решили уничтожить. Что и сделали в 1955 году. А на его фундаменте построили кинотеатр «Мир». С 1990-х годов кинотеатр не работает, здание продали под торговый центр.
В 2019 году планировалось перезахоронения останков купцов Марковых и священнослужителей, которые были захоронены на территории бывшего храма. По предварительной информации, там могут находится могилы не менее 10 человек.

## Настоятели
- Первыми священнослужителями собора были: священники Алексей Люстрицкий и Андрей Иванов[1];
- протоиерей Попов Иван Константинович (29.06.1923—19.03.1924 гг.)[7];
- до ареста в 1937 году священником был Сергей Фёдорович Марков, расстрелян 24 января 1938 г.[8]